# ISO 9362
ISO 9362 — стандарт, устанавливающий универсальный метод идентификации участников финансовых расчётов. Официальное название стандарта — «Банковское дело. Банковские телекоммуникационные сообщения. Идентификационные коды банков».
Стандарт создан на основе разработанного компанией SWIFT метода идентификации банков — членов сети SWIFT. При этом компания SWIFT закреплена в роли уполномоченного органа ISO по регистрации кодов BIC.

## Коды BIC
Каждый код BIC представляет собой комбинацию вида BBBB CC LL (bbb), где
BBBBКод финансовой организации — уникальный четырёхсимвольный буквенный код, однозначно идентифицирующий участника расчетов.
CCКод страны — двухсимвольный буквенный код (см. стандарт ISO 3166)
LLКод местонахождения — двухсимвольный буквенно-цифровой код. Состоит из Кода региона (один буквенно-цифровой символ, кроме цифр 0 и 1) и Дополнительного кода (один буквенно-цифровой символ, кроме цифры 0
bbbКод филиала (необязательный реквизит) — трехсимвольный буквенно-цифровой код. По умолчанию, в случае отсутствия зарегистрированных филиалов, имеет значение XXX.
Код BIC, назначаемый пользователям сети SWIFT, называется активным (т. н. «SWIFT BIC»). При этом неактивные коды («Non-SWIFT BIC»), отличающиеся наличием единицы в поле дополнительного кода, могут быть присвоены любому участнику расчётов.

### Примеры
UBSWUS33XXXUBS AG (SWIFT BIC)
UBSWUS33CHIUBS AG Chicago branch (SWIFT BIC)
VUNIRU31XXXВолжский Универсальный Банк (NON-SWIFT BIC)

## ISO 9362 в России
Согласно Письму Центрального банка Российской Федерации № 64-Т от 20 апреля 2005 г. «О регистрации в SWIFT кредитных организаций», кредитным организациям РФ рекомендовано зарегистрироваться в сети SWIFT для получения собственного BIC-кода.

## ISO 9362 в Казахстане
С 07.06.2010 Республика Казахстан перешла к использованию БИК по стандарту ISO-9362.